# Jelena Florowa
Jelena Nikołajewna Florowa, ros. Елена Николаевна Флёрова (ur. 19 grudnia 1943 w Moskwie, zm. 30 czerwca 2020) – rosyjska malarka, od 2007 do śmierci członkini honorowa Rosyjskiej Akademii Sztuk Pięknych.
W 1969 ukończyła Moskiewski Państwowy Instytut Sztuk Pięknych im. W. Surikowa, a pięć lat później – studia podyplomowe na tej uczelni pod kierunkiem Jewgienija Kibrika. W 1977 wstąpiła do Związku Artystów Plastyków ZSRR. Od 1991 do 2005 pracowała w żydowskiej galerii sztuki w Nowym Jorku. W 2005 powróciła do Moskwy. W latach 2006–2010 zostały otwarte stałe wystawy jej prac w: Marinoroszczynskim Centrum Społeczności Żydowskiej ("Tora i historia"), siedzibie Moskiewskiej Żydowskiej Wspólnoty Religijnej, Rosyjskiej Bibliotece Państwowej, Narodowym Centrum Kardiochirurgii i Teatrze im. Leninowskiego Komsomołu. Jej prace były wystawiane także w 2011 w gmachu Dumy Państwowej Federacji Rosyjskiej. W swojej twórczości inspirowała się tradycją chrześcijaństwa, islamu i judaizmu.
Była odznaczona złotym i srebrnym medalem Rosyjskiej Akademii Sztuk Pięknych, srebrnym medalem WDNCh, Orderem Al-Fachr (Zasługi) Związku Muftich Rosji (jako pierwsza kobieta), pierwszą nagrodą w międzynarodowym konkursie "Herstory" (2000), nagrodami międzynarodowego konkursu portrecistów w Nowym Jorku (2002), gazet "Rabotnica", "Smiena" i "Kriestjanka". Jako jedyna rosyjska artystka otrzymała pisemne błogosławieństwo patriarchy moskiewskiego i całej Rusi Aleksego II. Była też jedyną kobietą, której w uznaniu zasług dla sztuki żydowskiej nowojorski rabinat zezwolił na wejście do przeznaczonej wyłącznie dla mężczyzn wewnętrznej sali miejscowej synagogi.
Zmarła na COVID-19. Pochowana na cmentarzu Nowodziewiczym w Moskwie.